# Route nationale 58b (Madagascar)
Pour les articles homonymes, voir Route nationale 58.
La route nationale 58b (N 58b) est une route nationale s'étendant de Ankadindratombo jusqu'à Ambohimanambola à Madagascar.

## Description
La route nationale 58b parcourt 6,5 kilomètres dans la région de Itasy au centre de Madagascar.
La route nationale 58b part d'Ankadindratombo en direction du sud-est jusqu'à Ambohimanambola.
Elle longe la rivière Ikopa et qui est longée par la ligne Tananarive-Côte Est sur l'autre rive.

## Parcours
- Ankadindratombo
- Ambohimanambola